# Phytobia flavosquamata
Phytobia flavosquamata este o specie de muște din genul Phytobia, familia Agromyzidae, descrisă de Spencer în anul 1959.
Este endemică în Nigeria. Conform Catalogue of Life specia Phytobia flavosquamata nu are subspecii cunoscute.